# Kamechkovo
Kamechkovo (en russe : Камешково) est une ville de l'oblast de Vladimir, en Russie, et le centre administratif du raïon de Kamechkov. Sa population s'élevait à 12 028 habitants en 2021.

## Géographie
Kamechkov est située à 20 km à l'ouest de Kovrov, à 43 km au nord-est de Vladimir et à 221 km au nord- est de Moscou.

## Histoire
La ville est née au début du XXe siècle à côté d'une usine textile (filature et tissage). Elle accéda au statut de commune urbaine en 1927 et à celui de ville en 1951.

## Population
Recensements (*) ou estimations de la population
| 1926* | 1959*  | 1970*  | 1979*  | 1989*  |
| ----- | ------ | ------ | ------ | ------ |
| 3 922 | 11 834 | 12 865 | 14 080 | 15 061 |

| 2002*  | 2010*  | 2012   | 2013   | 2021*  |
| ------ | ------ | ------ | ------ | ------ |
| 14 161 | 13 103 | 12 974 | 12 852 | 12 028 |